# Ivry-le-Temple
Ivry-le-Temple è un comune francese di 665 abitanti situato nel dipartimento dell'Oise della regione dell'Alta Francia.

## Società

### Evoluzione demografica
Abitanti censiti